# 有価証券偽造罪
有価証券偽造罪（ゆうかしょうけんぎぞうざい）とは、刑法に規定された犯罪の一つ。広義では第18章「有価証券偽造の罪」に規定された犯罪すべてのことである。有価証券を偽造または変造あるいは行使の目的で虚偽の記入をする行為を処罰する。社会的法益に対する罪に分類され、保護法益は有価証券に対する公衆の信頼である。
なお、偽造テレホンカード等の使用が本罪に該当するか問題となった（テレホンカードは有価証券か否かが問われ、当時は下級審の判断も分かれた）ので、2001年（平成13年）に刑法が改正され、第18章の2「支払用カード電磁的記録に関する罪」が新設された。ここでは、支払用カード電磁的記録に関する罪についても扱う。

## 主な解釈論

### 有価証券
有価証券の定義および有価証券にあたるものについての具体例は、有価証券を参照。
判例で有価証券にあたらないものとされたものとして、郵便貯金通帳（大判昭和6年3月11日刑集10巻75頁）や、ゴルフクラブの入会保証金預託書（最決昭和55年12月22日刑集34巻7号747頁）がある。一方、本質的には無効なものであっても、有価証券となりうる。設立登記が無効である会社の、登記上の取締役が発行した株券（大判大正14年9月25日刑集4巻547頁）や、架空名義人の手形であっても、外見上一般人をして真正に成立したと誤信させうるもの（最大判昭和30年5月25日刑集9巻6号1080頁）がその具体例である。
なお、切手は郵便法により、印紙は印紙犯罪処罰法によりそれぞれ処罰されるので、刑法上の有価証券にはあたらない。
従来の判例では、テレホンカードは有価証券にあたるという扱いだが（最判平成3年4月5日刑集45巻4号171頁）、支払用カード電磁的記録に関する罪が新設されたため、支払用カード電磁的記録に関する罪のみが成立すると解されている。

### 行使の目的
使用する目的で足りるというのが判例・通説である。通貨偽造罪とは異なり、流通におく目的は不要である。

### 行使
自己の信用力を示すための見せ手形も行使にあたる（大判明治44年3月31日刑録17輯482頁）。一方、真正な裏書のある手形の善意取得者が、それが偽造であることを知った後、裏書人に呈示して弁済を請求することは、当然の権利行使だから偽造有価証券行使罪にあたらない（大判大正3年11月28日刑録20輯2277頁）。但し、再裏書をするのは行使罪にあたるとするのが通説である。

## 罪数に関する判例
- 行使の目的で手形を偽造し、その後虚偽の記入をしたときは、有価証券偽造罪の包括的一罪である（最決昭和38年5月30日）。
- 有価証券偽造罪と偽造有価証券行使罪は、牽連犯の関係に立つ（大判明43年11月15日）。
- 偽造有価証券を行使して財物を得た場合、通貨の場合と異なり、行使罪と詐欺罪は牽連犯の関係に立つ（大判大正3年10月19日）。